# Zweite Cosmas- und Damianflut

Die größte Ausdehnung des Dollarts im 16. Jahrhundert und die Landrückgewinnung durch Einpolderungen bis heute.

Die Zweite Cosmas- und Damianflut am 25./26. September 1509 war eine Sturmflut, die die gesamte Nordseeküste der Deutschen Bucht betraf. Sie ist benannt nach Cosmas und Damian, deren Gedenktag der 26. September ist.
In Ostfriesland und den benachbarten Niederlanden verursachte die Flut verheerende Schäden im Rheiderland und dem benachbarten Oldambt. Die Orte Torum, Wilgum, Fletum, Westerreide und Osterreide und das Kloster Palmar mussten infolge der Naturkatastrophe aufgegeben werden.
Der spätere Kanzler der Herrschaft Jever, Remmer von Seediek, berichtete in seiner Chronik des Jeverlands:

„Im Jahre 1509, am Tage des Cosmas und Damian, ging eine große Flut in allen Niederlanden. Sie verdarb viele Deiche in Östringen und im Wangerland und besonders in Rüstringen. Dort brachen große Kolke ein, und die Deiche zerbrachen jämmerlich, so daß Junker Edo mit Land und Leuten zwei Jahre genug zu tun hatte, ehe die Deiche wiederhergestellt waren.“

Der Dollart erreichte seine größte Ausdehnung und auch der Jadebusen vergrößerte sich stark. Bei Emden durchbrach die Ems eine Flussschleife und schuf sich dadurch ein neues Flussbett. Dadurch war Emden kein direkter Seehafen mehr, der Hafen verschlammte und der wirtschaftliche Niedergang setzte ein.